# NGC 366
NGC 366 est un très jeune amas ouvert situé dans la constellation de Cassiopée.
NGC 366 a été découvert par l'astronome britannique John Herschel le 27 octobre 1829.
NGC 366 est à environ 1 785 pc (∼5 820 al) du système solaire et les dernières estimations donnent un âge de 26 millions d'années. La taille apparente de l'amas est de 4,0 minutes d'arc, ce qui, compte tenu de la distance, donne une taille réelle maximale d'environ 6,8 années-lumière. 
Selon la classification des amas ouverts de Robert Trumpler, NGC 366 renferme moins de 50 étoiles (lettre p) dont la concentration est moyenne (II) et dont les magnitudes se répartissent sur un grand intervalle (le chiffre 3).